# 魯西韋利
50°32′55″N 26°49′49″E / 50.54861°N 26.83028°E
魯西韋利（烏克蘭語：Русивель），是烏克蘭西北部的村莊，隸屬罗夫诺州的罗夫诺区。該村始建於1562年，面積3.3平方公里，海拔高度216米，2001年人口763，人口密度每平方公里231.4人。